# 现代汉语规范问题学术会议
现代汉语规范问题学术会议是全国文字改革会议之后 , 由中国科学院哲学部，中国科学院社会科学部于1955年10月在北京召开的一次学术会议。
该次会议通过了《现代汉语规范问题学术会议决议》，对普通话的发展具有历史意义。